# Urban Dead
Urban Dead est un jeu de rôle en ligne massivement multijoueur gratuit, basé sur du texte. Il a été créé par Kevan Davis. Il se situe au sein de la zone de quarantaine, au cœur de la ville fictive de Malton. Le principe est de survivre dans le monde dévasté qui suit une invasion zombie. Les joueurs peuvent entrer dans ce jeu en tant que survivants ou en tant que zombie, chacune de ces deux possibilités offrant des avantages aussi bien que des inconvénients. Les survivants deviennent zombies lorsqu'ils sont tués, le processus est réversible puisque les zombies peuvent être "ressuscité" grâce à l'utilisation appropriée de seringues de résurrection. Chaque joueur peut donc au fil du temps prendre le rôle d'un survivant, ou d'un zombie. Il n'y a pas de Personnages non-joueur dans le jeu, tous les joueurs, vivants ou morts sont contrôlés par des humains.
Urban Dead a vu le jour en juin 2005.

## Système de jeu
Le jeu consiste pour les zombies à s'introduire dans les maisons et immeubles servant d'abris aux humains afin d'attaquer leurs occupants. De leur côté les survivants défendent leur territoire en barricadant et en tuant les zombies. Les abris les mieux gardés sont constamment surveillés par des groupes pouvant aller jusqu'à une centaine de joueurs.
Les endroits sûrs sont souvent situés juste à côté de bâtiments où l'on trouve des objets utiles, par exemple centres commerciaux, postes de police ou hôpitaux ainsi que les bâtiments de la mystérieuse société NecroTech à qui l'on attribue l'apparition des morts-vivants.
La coopération entre joueurs n'est pas obligatoire, c'est pour cela que l'on voit souvent des conflits et meurtres entre humains ainsi qu'entre zombies. Urban Dead n'a aucun système économique, les joueurs peuvent trouver et ramasser toutes sortes d'objets, armes, habits mais sont dans l'impossibilité de les vendre, échanger ou donner à quelqu'un d'autre.